# Guglielmo Sirleto
Guglielmo Sirleto (Guardavalle, 1514 — Roma, 6 de outubro de 1585) foi um cardeal italiano com o título de São Lourenço em Palisperna, Bibliotecário da Biblioteca Vaticana e convidado por papa Gregório XIII para presidir à comissão para a reforma do Calendário. Era considerado o maior linguista de seus tempos.

## Biografia
Natural de Guardavalle, perto de Stilo, que então pertencia ao reino de Nápoles, actualmente na região da Calábria (1514). Estudou hebreu, grego, latim, filosofia, matemática e teologia em Nápoles.
De Nápoles foi para Roma em 1540 onde começou a trabalhar com o Cardeal Cervini, um dos presidentes do Concílio de Trento, eleito Papa Marcelo II (1555).
Em Roma trabalhou sucessivamente com três papas: Papa Marcelo II, Papa Paulo IV e Papa Gregório XIII.
O Papa Marcelo II nomeou-o secretário para os memoriais e depositário na Biblioteca do Vaticano. No mesmo ano de 1555, já durante o Pontificado do Paulo IV (1555-1559) foi nomeado Protonotário apostólico e depois escolhido para cardeal no Consistório de 12 de Março de 1565, com o título de São Lourenço in Panisperna. A seguir foi-lhe atribuída a diocese de São Marcos (1566), na Calábria e depois a de Squillace (1568), na mesma região.
Em 1572 renunciou à diocese para fixar residência em Roma, a pedido do Papa Gregório XIII, para assumir o cargo de Bibliotecário da Biblioteca do Vaticano. Nessas funções é convidado também para presidir à Comissão para a Reforma do Calendário e às Comissões para a Reforma do  Breviário Romano, do  Missal Romano, do Catecismo Romano e dirigir a nova edição do Martirológio Romano. Foi ainda nomeado Camerlengo do Sacro Colégio em 1584-1585.
Como cardeal participou nos conclaves de 1565-566 que elegeu Papa Pio V, no de 1572 que elegeu papa Gregório XIII e no de 1585 que elegeu papa Sisto V.
Ele foi atendido em sua última doença por Filipe Néri. Morreu em Roma e foi sepultado na presença do Papa Sisto V.